# Солодкий, Владимир Алексеевич
Владимир Алексеевич Солодкий (род. 27 апреля 1955 года, Москва, СССР) — российский учёный, специалист в области радиологии, член-корреспондент РАМН (2005), академик РАН (2016).

## Биография
Родился 27 апреля 1955 года в Москве.
В 1978 году — с отличием окончил 2-й Московский медицинский институт имени Н. И. Пирогова, специальность «Лечебное дело», там же прошел обучение в клинической ординатуре по хирургии.
Работал врачом-хирургом, на руководящих должностях[каких?] в учреждениях здравоохранения Оренбургской, Владимирской и Московской областей.
C 1998 по 1999 годы — заместитель Министра здравоохранения Российской Федерации.
С 1999 по 2002 годы — первый заместитель руководителя Главного управления здравоохранения и первый заместитель Министра здравоохранения Московской области.
С 2002 по 2006 годы — заместитель президента Российской академии медицинских наук по финансово-экономическим вопросам.
С 2006 года — помощник Министра здравоохранения и социального развития Российской Федерации.
С 2006 года — заместитель руководителя Федерального агентства по высокотехнологичной медицинской помощи.
С 2009 года — директор Федерального государственного учреждения «Российский научный центр рентгенорадиологии» (РНЦРР).
В 2005 году — избран членом-корреспондентом РАМН.
В 2014 году — стал членом-корреспондентом РАН (в рамках присоединения РАМН и РАСХН к РАН).
В 2016 году — избран академиком РАН (Отделение медицинских наук РАН).

## Научная деятельность
Под его руководством и при непосредственном участии была сформирована и внедрена нормативно-правовая база обязательного медицинского страхования, разработана и внедрена оригинальная система тарифного регулирования оплаты медицинской помощи, система нормативов бюджетной обеспеченности расходов на здравоохранение, представленная во многих законодательных документах.
Автор свыше 150 печатных научных работ, издан целый ряд основополагающих нормативных документов для внедрения[чего?].
Под его руководством защищено 9 докторских и 11 кандидатских диссертаций.

### Научно-организационная деятельность
- председатель государственной аттестационной комиссии медицинского факультета РУДН;
- заместитель председателя Комиссии Российского союза промышленников и предпринимателей по индустрии здоровья;
- член секции «Медицина и здравоохранение» межведомственного совета по присуждению премий Правительства РФ в области науки и техники.

## Награды
- Орден Дружбы (2020)[2]
- Заслуженный врач Российской Федерации (2008)[3]
- Почётная грамота Российской академии наук (16 мая 2024) — за плодотворный труд на благо медицинской науки, большой вклад в развитие фундаментальных и прикладных научных исследований в области диагностики и терапии онкологических заболеваний и в связи со 100-летием основания федерального государственного бюджетного учреждения «Российский научный центр рентгенорадиологии» Министерства здравоохранения Российской Федерации